# Michi Strausfeld
Michi Strausfeld (* 1945 in Recklinghausen, eigentlich Mechtild Strausfeld) ist eine deutsche Literaturwissenschaftlerin, Verlagslektorin, Herausgeberin und Literaturvermittlerin zwischen Lateinamerika und Deutschland. Sie hat vor allem Literatur aus Lateinamerika und Spanien herausgegeben.

## Leben und Wirken
Michi Strausfeld studierte Anglistik, Romanistik und Hispanistik und hatte 1970 einen Studienaufenthalt in Kolumbien. Sie wurde 1976 mit einer Dissertation über „den neuen Roman Lateinamerikas und Gabriel García Márquez“ promoviert. Von 1974 bis 2008 verantwortete sie als Verlagslektorin das spanisch-lateinamerikanische Verlagsprogramm des Suhrkamp Verlages. Dort erschienen mehr als 350 Titel aus Iberoamerika. Im Jahr 2008 wechselte sie zum S. Fischer Verlag, für den sie bis 2016 arbeitete und ein neues Programm aufbaute. Sie gab mehrere Materialienbände und zahlreiche Anthologien heraus. Auch für die Zeitschrift die horen edierte sie sieben Bände. Sie ist Mitglied des PEN Berlin.
Michi Strausfeld lebt in Berlin und Barcelona.

## Ehrungen
- 2009 erhielt sie für ihre Verdienste als Literaturvermittlerin zwischen Spanien und Deutschland den Orden de Isabel la Católica.
- Auf der Buchmesse von Buenos Aires 2012 wurde sie in die Liste der 50 wichtigsten zeitgenössischen Herausgeber spanischsprachiger Bücher aufgenommen.[3]
- 2015 wurde ihr das Großkreuz von Alfonso X. dem Weisen für ihre Arbeit als Herausgeberin in Spanien von Kinder- und Jugendbüchern verliehen (mehr als 800 Titel).

## Veröffentlichungen (Auswahl)
- (Hrsg.): Lateinamerikanische Literatur. Materialien. [4. Aufl.] (= suhrkamp taschenbuch; 2041). Suhrkamp, Frankfurt am Main 1993.
- (Hrsg.): Brasilianische Literatur. Materialien. (= Suhrkamp taschenbuch; 2024). Suhrkamp, Frankfurt am Main 1984.
- (Hrsg.): Spanische Literatur. Materialien. (= Suhrkamp taschenbuch; 2108.) Suhrkamp, Frankfurt am Main 1991.
- Barcelona. Ein Reisebegleiter. Insel, Frankfurt am Main  2007.
- Cubanísimo! Junge Erzähler aus Kuba. Suhrkamp Verlag, Frankfurt am Main 2000.
- Schiffe aus Feuer. 36 Geschichten aus Lateinamerika. S. Fischer Verlag, Frankfurt am Main 2010.
- Dunkle Tiger. Lateinamerikanische Lyrik. S. Fischer Verlag, Frankfurt am Main 2012.
- Gelbe Schmetterlinge und die Herren Diktatoren. Lateinamerika erzählt seine Geschichte. S. Fischer Verlag, Frankfurt am Main 2019, ISBN 978-3-596-70681-5[4]
- Unerwartete Nachrichten. Julio Cortázar. Berenberg Verlag, Berlin 2022, ISBN 978-3-949203-25-1
- Barcelona. Eine literarische Einladung.  Wagenbach Verlag, Berlin 2022, ISBN 978-3-8031-1372-6
- Die Kaiserin von Galapagos. Deutsche Abenteuer in Lateinamerika Berenberg-Verlag, Berlin 2025, ISBN 978-3-911327-05-3